# Arthur Henze
Arthur Henze (* 28. Dezember 1877 in Jeßnitz (Anhalt); † 5. Mai 1945) war ein deutscher Kaufmann und Unternehmer in der Süßwarenindustrie. Henze war in den 1920er bis 1940er Jahren eine bekannte Marke für Süßwaren, speziell für Bonbons. Die zu DDR-Zeiten eingeführte Marke Henri ist eine Abwandlung davon und existiert bis heute.

## Leben
Arthur Henze wurde 1877 im anhaltinischen Jeßnitz als Sohn eines Schuhmachers geboren. Nach der Schulzeit absolvierte er eine Lehre als Kaufmann in einer Kolonialwarenhandlung mit angeschlossener Essigfabrikation in Gräfenhainichen. 1903 gründete Henze mit Martin Friedrich eine Zuckerwaren-Fabrik in Eilenburg, die zunächst mit 35 Arbeitern einen vorwiegend regionalen Absatzmarkt bediente. Während des Ersten Weltkriegs wurde Henze zum Kriegsdienst eingezogen und war vier Jahre an der Front. In dieser Zeit übernahm Henzes Ehefrau die Unternehmensleitung. Martin Friedrich war als Mitgesellschafter mittlerweile ausgeschieden, um sich auf seine Großhandlung für Kakao, Schokolade und Süßwaren im Haus Belianstraße 25 (heute Am Anger) zu konzentrieren. Entsprechend erfolgte 1922 die Änderung der Firma in Schokoladen- und Zuckerwarenfabrik Henze und gleichzeitig die Umwandlung in eine Aktiengesellschaft.
Ab den 1920er Jahren erfuhren Bonbon-Spezialitäten der Marke Henze eine weite Verbreitung, darunter insbesondere die Milchecken (ab 1928), Milchbienen (ab 1931) sowie die Grippefeind-Bonbons. Henze beschäftigte zu dieser Zeit rund 150 Arbeiter. Zu Beginn des Zweiten Weltkriegs begann Henze zudem mit der Produktion von Kunsthonig, ab 1944 erfolgte eine teilweise Umstellung auf Kriegsproduktion als Zuarbeit für den Flugzeugbau. In jener Zeit kamen in seiner Fabrik auch italienische Kriegsgefangene zum Einsatz. Den Beschuss Eilenburgs im April 1945 überstand Henzes Betrieb aufgrund der Nähe zum Krankenhaus weitgehend unbeschadet, jedoch wurde sein Betrieb am 18. April 1945 von der Bevölkerung geplündert und ihm damit die schnelle Wiederaufnahme der Produktion unmöglich. Henze starb in den Wirren der letzten Kriegstage kurz nach der Zerstörung Eilenburgs. Sein Sohn Wolfgang Henze übernahm den Betrieb und führte ihn vorerst fort. Als sich ab 1948 die Enteignung ankündigte, verließ Wolfgang Henze Eilenburg und siedelte nach Köln über. Die Süßwarenfabrik wurde am 1. März 1951 in Volkseigentum überführt. Die Marke Henze wurde noch bis mindestens in die 1950er Jahre für die nun volkseigene Bonbonproduktion genutzt, ehe die Marke Henri in Abwandlung der alten Bezeichnung etabliert wurde.
Neben seiner unternehmerischen Tätigkeit war Henze als Freimaurer aktiv und Mitglied der Loge Zur Eule auf der Warte. Darüber hinaus gehörte er 1906 zu den Gründungsmitgliedern des Ruderclubs Eilenburg e. V., dessen erster Präsident er wurde.

## Ehrung
2015 wurde eine neue Straße, die ein Wohngebiet auf dem Gelände der ehemaligen Zuckerwarenfabrik Henze erschließen sollte, in Arthur-Henze-Weg benannt. Noch vor der Fertigstellung der Straße wurden jedoch Vorwürfe einer möglichen Verstrickung Henzes in den NS-Staat laut. Der Verdacht konnte nicht bestätigt, allerdings auch nicht ausgeräumt werden, so dass der Eilenburger Stadtrat Anfang 2016 den Beschluss zur Umbenennung fasste. Der Weg erhielt daraufhin den Namen Henriweg, der indirekt auch auf Henze zurückgeht, jedoch in erster Linie für die Bonbon-Produktion zu DDR-Zeiten steht.